# اسب بالدار ۲
اسب بالدار ۲ (به چینی: 飞驰人生۲) یک فیلم کمدی، ورزشی محصول سال ۲۰۲۴ سینمای چین به کارگردانی و نویسندگی هان هان با بازی شن تنگ، فن چنگ چنگ، یین ژنگ، ژانگ بنیو و سان ییژو است.

## داستان
یک قهرمان سابق اتومبیل‌رانی رالی، که اکنون از اقبالش کم شده‌است، شرکای جدیدی پیدا می‌کند تا دوباره وارد یک مسابقه رالی مشهور شود.